# Genangula silvestris
Genangula silvestris är en stekelart som beskrevs av Boucek 1988. Genangula silvestris ingår i släktet Genangula och familjen puppglanssteklar.
Artens utbredningsområde är Papua Nya Guinea. Inga underarter finns listade i Catalogue of Life.